# Kawanishi E10K
Kawanishi E10K (Морський транспортний гідролітак Тип 94) — розвідувальний транспортний летючий човен Імперського флоту Японії періоду Другої світової війни.

## Історія створення
На початку 1934 року командування Імперського флоту Японії сформулювало технічне завдання «9-Сі» на виготовлення нічного розвідувального гідролітака, який мав би велику автономність польоту та здатність відстежувати кораблі противника у нічний час. Літак мав бути оснащений двигуном 500—600 к.с, його маса обмежувалась характеристиками катапульт, встановлених на японських крейсерах. Екіпаж мав складатись з 3 осіб — пілота, спостерігача-стрільця та радіооператора.
Замовлення на виготовлення прототипів було передане фірмам Aichi та Kawanishi. Конструктори обох фірм, проаналізувавши технічне завдання, прийшли до висновку, що це має бути летючий човен, а не поплавковий літак.
Фірма Kawanishi закінчила розробку літака, який отримав назву E10K, до вересня 1934 року. Це був біплан змішаної конструкції, оснащений двигуном Nakajima Kotobuki 1 потужністю 480 к.с. Озброєння складалось з одного 7,7-мм кулемета «Тип 92», встановленого на рухомій турелі.
У жовтні 1934 року пройшли порівняльні випробування E10K та Aichi E10A. У ході випробувань в літака E10K були виявлені серйозні проблеми зі стійкістю в польоті, і переможцем став E10A.
Щоб урятувати проєкт, E10K переробили на летючий човен із шасі, що складалось, та оснастили літак двигуном Nakajima Kotobuki 4-kai потужністю 710 к.с. Єдиний збудований прототип був прийнятий на озброєння під назвою «Морський транспортний гідролітак Тип 94» (або E10K1), але у серійне виробництво літак запущений не був.

## Тактико-технічні характеристики

### Технічні характеристики
- Екіпаж: 3 чоловік
- Довжина: 15,00 м
- Висота: 4,40 м
- Розмах крила: 11,00 м
- Площа крила: 52,00 м²
- Маса пустого: 2 300 кг
- Маса спорядженого: 3 380 кг
- Двигун: 1 х Nakajima Kotobuki 4-kai
- Потужність: 710 к. с.

### Льотні характеристики
- Максимальна швидкість: 189 км/г
- Крейсерська швидкість: 111 км/г
- Практична дальність: 1 185 км
- Практична стеля: 3 460 м